# Box (Zeitschrift)
Die Box – Deutschlands Magazin für die Gay Community (Eigenschreibweise: BOX) ist ein monatlich erscheinendes Magazin, das 1993 von Michael Zgonjanin und Jochen Saurenbach gegründet wurde. Bis zum Beginn der Corona-Krise erschien Box ununterbrochen monatlich zum Monatsbeginn, seither in unregelmäßiger Weise. Inzwischen ist Box eines der größten bundesweiten Gratis-Magazine für schwule Männer. 
Im Gegensatz zu anderen Magazinen für Schwule richtet sich Box an Schwule aller Altersklassen, nicht nur an junge Schwule. Einen Schwerpunkt der Berichterstattung bildet die deutsche und internationale Leder-, Fetisch- und Bärencommunity.
Box erscheint bundesweit mit einer monatlichen Druckauflage von bis zu 40.000 Exemplaren. Es liegt zurzeit in über 700 ausgewählten Örtlichkeiten der Szene in Deutschland aus, wie zum Beispiel AIDS-Hilfe-Einrichtungen, Bars, Saunen und Shops.
Das Magazin enthält die Rubriken Aktuell, News, Glaube & Kirche, Buch, Musik, Kino, TV/Film, Leder & Fetisch, Bären und Kleinanzeigen. Seit 2016 erscheint monatlich die Kolumne des BDSM Sexarbeiters dominus.berlin rund um Themen des BDSM.
Von 1993 bis 2012 war Jochen Saurenbach Herausgeber der Zeitschrift. Ab dem Sommer 2012 waren Martin Kraft und Jürgen Rentzel für die redaktionellen Inhalte verantwortlich. Seit März 2014 ist Jürgen Rentzel Herausgeber des BOX Magazins. 
Die Gründer der Zeitschrift Michael Zgonjanin und Jochen Saurenbach sind langjährige Aktivisten der Schwulenbewegung (seit Anfang der 1970er Jahre) und Gründer bzw. Mitbegründer vieler Gruppen (u. a. Schwule Sozialdemokraten, AIDS-Hilfe Köln, Bartmänner Köln, CSD Köln).
Der herausgebende Verlag hat seit 1993 mehrfach gewechselt. 2014 wurde die Zeitung vom Verlag BOX Magazin UG übernommen und wird von dieser als BOX Magazin herausgegeben. Geschäftsführer ist Volkmar Schero.